# Manuel Moll i Salord
Manel Moll i Salord (Ciutadella, Menorca, 15 de març de 1897 – Barcelona, 23 de març de 1972) va ser  bisbe de Tortosa.

## Biografia
Fill de l'alcalde de Ciutadella (Menorca) el 1932 va ingressar com a religiós de la Germandat de Sacerdots Operaris Diocesans. Doctorat en Filosofia, Teologia i Dret Canònic per la Universitat Gregoriana de Roma va ser nomenat bisbe Coadjutor de Tortosa. El 1938 era nomenat bisbe Administrador Apostòlic de Lleida i el 1943 va pendre possessió de la diòcesi de Tortosa, per defunció de Fèlix Bilbao, fins a l'octubre de 1968. Durant la visita de Franco a Tortosa, el 21 de juny de 1966, va mostrar la seua adhesió al règim del general.
El Concordat de 1953 i l'intent del franquisme d'adaptar les diòcesis als límits provincials civils provocaren durant el seu pontificat una gran segregació de parròquies del bisbat de Tortosa, especialment en favor del nou bisbat de Sogorb-Castelló. Així el Decret de la Sagrada Congregació Consistorial "De mutatione finium Dioecesium Valentinae-Segorbicensis-Dertotensis", de 31 de maig de 1960, desmembrava del territori de la diòcesi de Tortosa les parròquies dels arxiprestats de Nules, Vila-real, Castelló de la Plana, Llucena i Albocàsser (s'exceptuaren Catí i Tírig).
De la mateixa manera, la diòcesi de Sogorb perdia les parròquies pertanyents a la província de València, les quals foren agregades a l'arxidiòcesi de València.
Al bisbe Moll se'l té com el l'artífex de la reconstrucció d'esglésies i temples d'arreu de la diòcesi, després de la Guerra Civil, i de l'edificació del Seminari diocesà de l'Assumpció de Tortosa, obra de l'arquitecte Vicent Traver. A l'entrada d'aquest gran edifici se li erigí un bust realitzat per Àngel Acosta que va ser inaugurat el 6 de novembre del 2000. El 1962 l'Ajuntament de Tortosa li va atorgar el títol de Fill Adoptiu i el 1966, pocs mesos després de la inauguració del Monument a la batalla de l'Ebre, se li va concedir la Gran Cruz de la Orden de Isabel la Católica.
El va succeir al capdavant de la diòcesi Ricard Maria Carles i Gordó
Les despulles del bisbe Moll reposen a la Catedral de Tortosa.